# Cloudant
Cloudant è un software di IBM principalmente offerto come servizio "cloud". Cloudant è un servizio di base di dati distribuito non relazionale open source che non richiede configurazioni. È basato sul progetto Apache CouchDB e il progetto open source BigCouch.
Cloudant fornisce anche servizi di ricerca, gestione dei dati, un motore analitico progettato per le applicazioni web.
Cloudant scala i database sul framework CouchDB e fornisce supporto agli strumenti di hosting, amministrativi, analitici e commerciali per couchDB e BigCouch.
Il servizio couchDB Cloudant è usato alla stessa maniera di couchDB, con il vantaggio aggiuntivo che i dati sono distribuiti ridondantemente su più macchine
Cloudant fu acquisita da IBM dall'omonima start up. L'acquisizione fu annunciata il 24 febbraio 2014 e completata il mese successivo.